# Iphiaulax jeannelli
Iphiaulax jeannelli är en stekelart som beskrevs av Szepligeti 1914. Iphiaulax jeannelli ingår i släktet Iphiaulax och familjen bracksteklar. Inga underarter finns listade i Catalogue of Life.